# Кичерели
Кичерели (укр. Кічерели) — село в Драговской сельской общине Хустского района Закарпатской области Украины.
Население по переписи 2001 года составляло 946 человек. Почтовый индекс — 90432. Телефонный код — 31-42. Код КОАТУУ — 2125382803.